# Лабораторія №1 АН СРСР
Лабораторія №1 АН СРСР — науковий інститут, створений в СРСР для виробництва першої радянської ядерної бомби РДС-1 у 1946 році.
Інститут був створений на базі УФТІ для забезпечення виконання спеціальних завдань з реалізації ядерного проекту СРСР (Відділ фізики ядра атома).
Організація була створена відповідно до Постанови Ради Народних Комісарів СРСР № 493-202сс.
Директором лабораторії був призначений директор УФТІ К. Д .Синельников.
У роботі лабораторії  № 1 брали участь відомі фізики.
Прискорювачі УФТІ активно використовувалися в рамках ядерного проєкту, в тому числі на них працював І. В. Курчатов. Також лабораторію відвідували видатні закордонні спеціалісти Нільс Бор й Поль Дірак.
У 1940 році співробітники Українського фіз-теху Віктор Маслов, Володимир Шпінель й Фріц Ланге подали заявку на винахід ядерної бомби, а також методи збагачення U-235 на центрифугах (Проєкт ядерної бомби ХФТІ 1940 року).

## См. также
- Лабораторія №2 АН СРСР

## Примечания
1. 1 2  Харьковский физтех: от РДС-1 до адронного коллайдера. Интернет-проект «Одна родина». Архів оригіналу за 2 березня 2012. Процитовано 17 березня 2010. {{cite web}}: Проігноровано невідомий параметр |datepublished= (можливо, |publication-date=?) (довідка)